# 二人の妻
『二人の妻』は2009年5月4日から2009年10月30日まで韓国SBSで放送された連続ドラマ。

## 出演

### 主要人物
- ユン・ヨンヒ：キム・ジヨン
- カン・チョルス：キム・ホジン
- ハン・ジスク：ソン・テヨン
- ソン・ジホ：カン・ジソプ

### ヨンヒの周辺人物
- ユン・ジャンス（ヨンヒの父）：チョン・ムソン
- ソ女史（ヨンヒの母）：チョ・ヤンジャ
- ユン・ナムジュン（ヨンヒの弟）：アンディ
- チョ・ミミ（ヨンヒの友人）：イ・ユジン
- カン・ハンビョル（ヨンヒとチョルスの息子）：オム・ミヌ

### チョルスの周辺人物
- チャン・ヨンジャ（チョルスの母）：キム・ヨンリム
- カン・ドヒ（チョルスの妹）：キム・ユンギョン
- アン・グァンテ（チョルスの友人、ドヒの夫）：カン・ソンジン
- オ・ダルジャ（グァンテの母）：キム・ヨンラン

### ジスクの周辺人物
- ハン・ソリ（ジスクの娘）：キム・スジョン
- イ・ヨンミン（ジスクの元恋人、ソリの父）：チェ・ウォンヨン

### ジホの周辺人物
- ジホの母：キム・ヘオク
- オ・ヘラン（ジホの元恋人）：ユン・ジミン

## 参考資料
- SBS『二人の妻』ホームページより（朝鮮語）
- DAUM映画『二人の妻』より（朝鮮語）

## フィリピン版ドラマ
2014年10月13日から2015年3月13日までABS-CBNで放送されたテレビドラマのフィリピンのリメイク。